# Воррен (Нью-Гемпшир)
Воррен (англ. Warren) — місто (англ. town) в США, в окрузі Ґрафтон штату Нью-Гемпшир. Населення — 825 осіб (2020).

## Демографія
Згідно з переписом 2010 року, у місті мешкали 904 особи в 381 домогосподарстві у складі 238 родин. Було 612 помешкання
Расовий склад населення:
| - 96,7 % — білих - 0,3 % — корінних американців - 0,2 % — чорних або афроамериканців - 0,1 % — азіатів |

До двох чи більше рас належало 2,4 %. Частка іспаномовних становила 0,6 % від усіх жителів.
За віковим діапазоном населення розподілялося таким чином: 20,7 % — особи молодші 18 років, 62,2 % — особи у віці 18—64 років, 17,1 % — особи у віці 65 років та старші. Медіана віку мешканця становила 45,2 року. На 100 осіб жіночої статі у місті припадало 105,9 чоловіків;  на 100 жінок у віці від 18 років та старших — 103,7 чоловіків також старших 18 років.
Середній дохід на одне домашнє господарство  становив 58 630 доларів США (медіана — 47 188), а середній дохід на одну сім'ю — 68 216 доларів (медіана — 51 667). Медіана доходів становила 42 153 долари для чоловіків та 27 431 долар для жінок. За межею бідності перебувало 19,5 % осіб, у тому числі 31,0 % дітей у віці до 18 років та 5,4 % осіб у віці 65 років та старших.
Цивільне працевлаштоване населення становило 374 особи. Основні галузі зайнятості: освіта, охорона здоров'я та соціальна допомога — 22,2 %, роздрібна торгівля — 14,2 %, науковці, спеціалісти, менеджери — 13,4 %.